# Subadyte pellucida
Subadyte pellucida är en ringmaskart som först beskrevs av Ehlers 1864.  Subadyte pellucida ingår i släktet Subadyte och familjen Polynoidae. Arten har ej påträffats i Sverige. Inga underarter finns listade i Catalogue of Life.